# Polychrus acutirostris
Polychrus acutirostris là một loài thằn lằn trong họ Polychrotidae. Loài này được Spix mô tả khoa học đầu tiên năm 1825.

## Hình ảnh

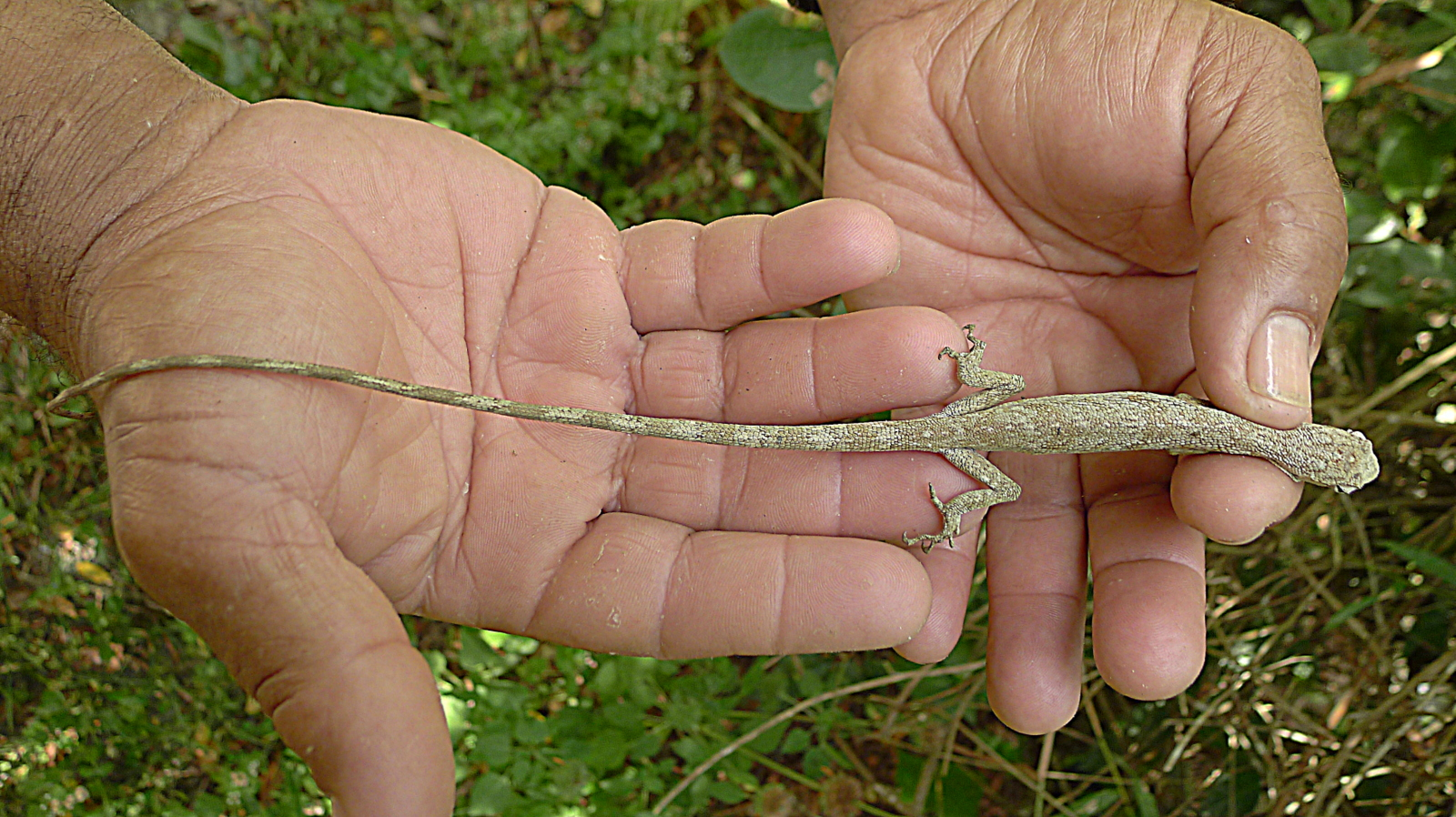
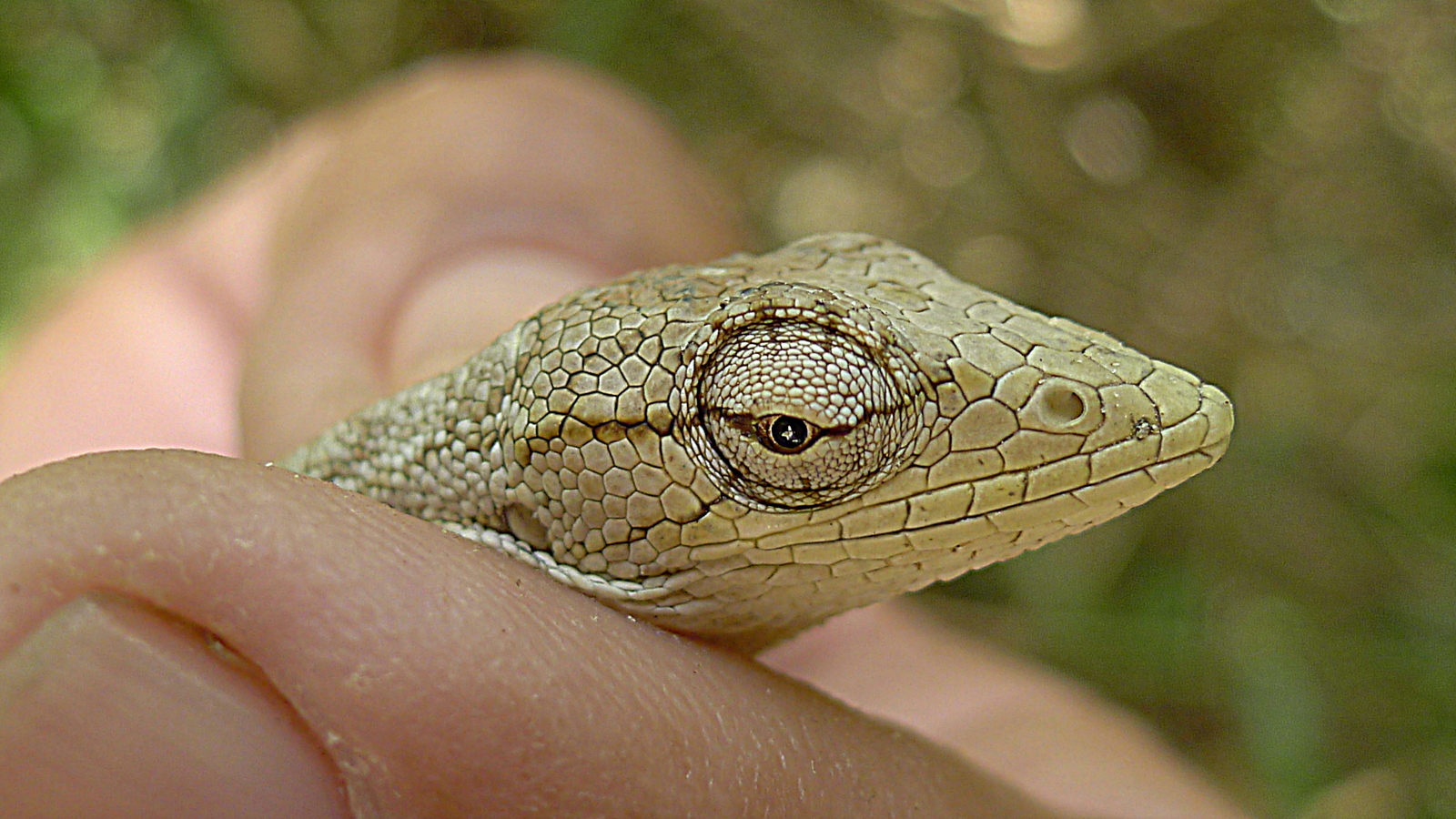
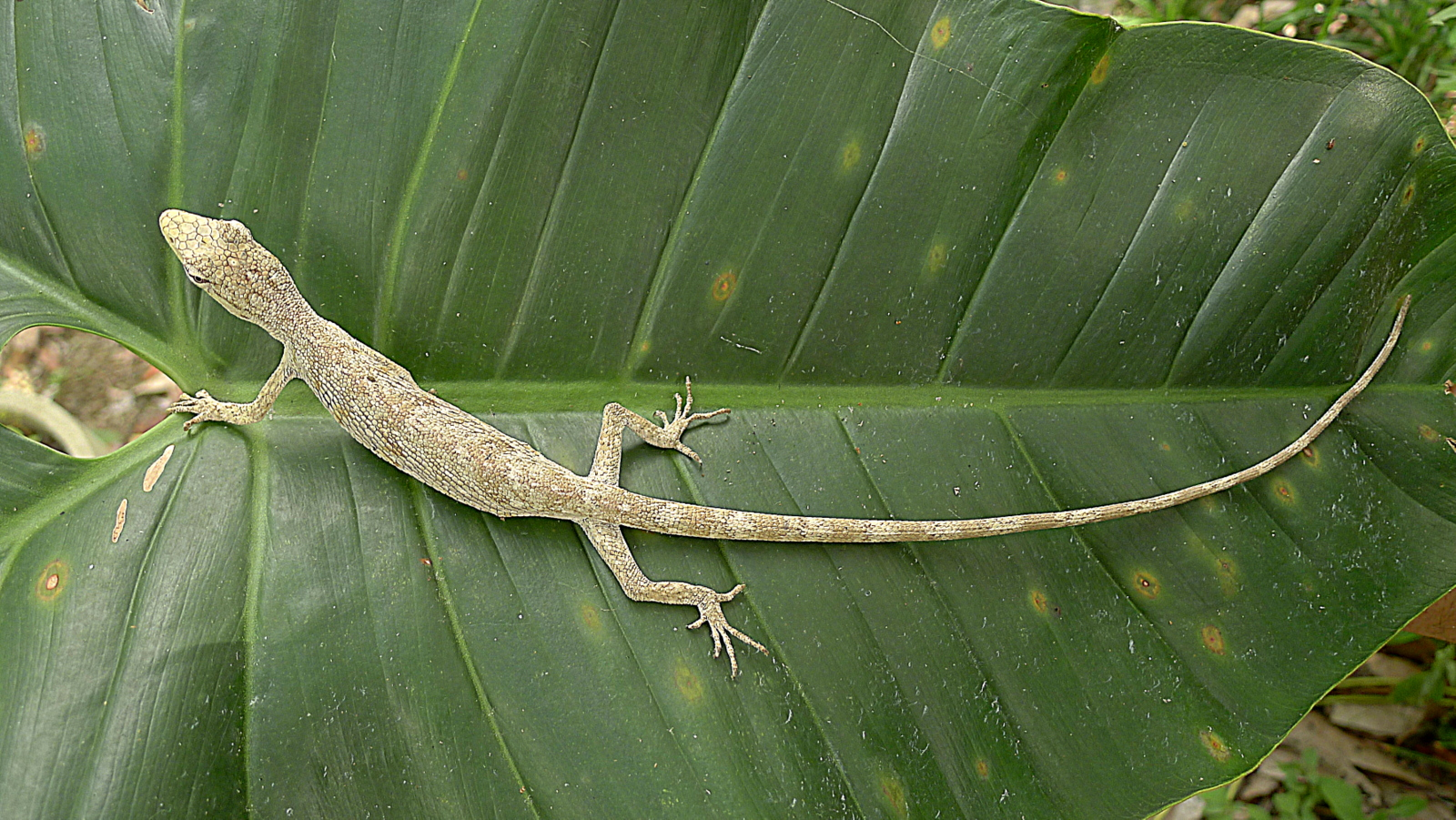
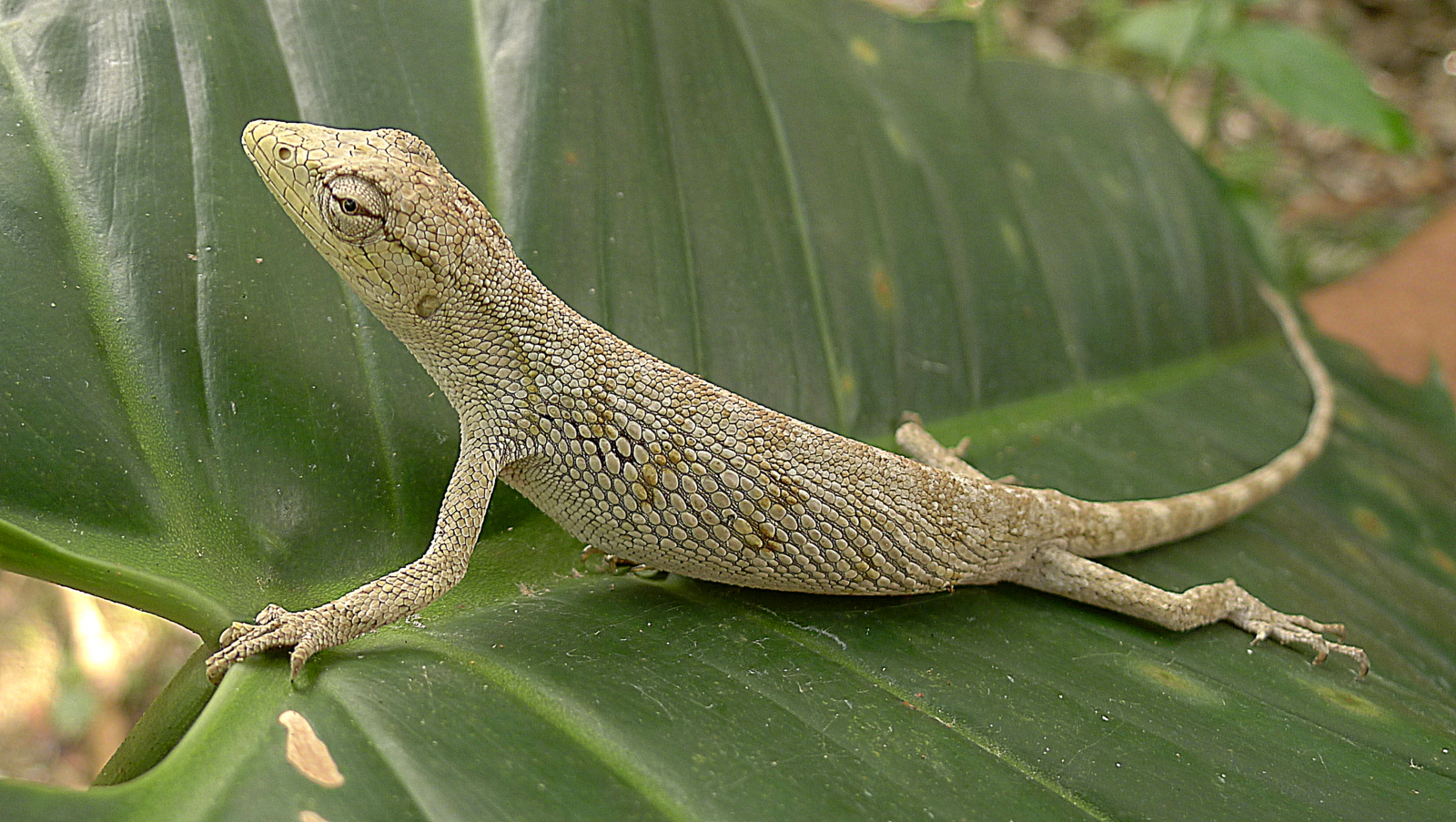